# IC 1902
IC 1902 ist eine linsenförmige Galaxie vom Hubble-Typ S0/a im Sternbild Perseus am Nordsternhimmel. Sie ist schätzungsweise 319 Millionen Lichtjahre von der Milchstraße entfernt und hat einen Durchmesser von etwa 35.000 Lichtjahren. Gemeinsam mit IC 1900 und IC 1901 bildet sie das isolierte Galaxientrio KTG 10. 

Das Objekt wurde am 18. Januar 1898 von Stéphane Javelle entdeckt.